# Virgularia mirabilis
Virgularia mirabilis is een Pennatulaceasoort uit de familie van de Virgulariidae. De wetenschappelijke naam van de soort werd in 1776 voor het eerst geldig gepubliceerd door Otto Friedrich Müller.

## Beschrijving
Virgularia mirabilis staat rechtop in fijne sedimenten. Hun steeltjes zijn begraven onder het sediment, terwijl hun radertjes zich uitstrekken tot in de waterkolom. Door hun ligging in fijne sedimenten is bekend dat ze zich zeer snel in het sediment kunnen terugtrekken. Deze zeeveersoort kan wel 60 cm lang worden.
Het vormt langwerpige en slanke kolonies, met poliepen die op aangehechte zijtakken leven. De poliepen die zich op V. mirabilis vormen, kunnen groepen van wel 16 vormen op elke tak, waarbij de centrale stengel slechts enkele millimeters dik is. De kleur van V. mirabilis varieert van wit, via beige tot lichtgeel. Uit onderzoek blijkt dat het zenuwnet in V. mirabilis goed ontwikkeld lijkt te zijn.

## Verspreiding
Deze soort komt voornamelijk voor in de wateren van West-Europa, maar is ook aangetroffen in de wateren van de Middellandse Zee en de Midden-Atlantische Oceaan. V. mirabilis kan zowel op ondiepe, beschutte locaties als tot een diepte van 400 meter leven.
In West-Europa wordt V. mirabilis algemeen gevonden langs alle kusten van de Britse Eilanden. Het is een van de meest voorkomende en wijdverbreide soorten van alle Britse zeepennen, omdat het een grote verscheidenheid aan sedimenten, zoutgehaltes en temperaturen verdraagt. In onderzoeken voor de kust van de westkust van Schotland is aangetoond dat V. mirabilis een zoutgehalte van 27 tot 35, modderige sedimenten met een laag percentage grind en diepten van 5 tot 200 meter verkiest. 